# 殘餘湖
62°57′S 60°36′W / 62.950°S 60.600°W
殘餘湖（英語：Relict Lake），是南極洲的湖泊，位於南設得蘭群島的欺骗岛，處於鐘擺灣東南部，由英國南極名稱諮詢委員會命名，現時由南極條約體系管理。
1. ↑  .   [2018-12-24]. （原始内容存档于2019-04-09）.
2. ↑  .   [2019-01-25]. （原始内容存档于2018-06-21）.